# Ohio Players
Die Ohio Players waren eine US-amerikanische R&B-, Soul- und Funkband aus Dayton, Ohio. Ihre erfolgreichsten Hits waren Fire und Love Rollercoaster.

## Geschichte
Die Band wurde 1959 von Robert Ward (Gesang, Gitarre), Marshal Jones (Bass), Clarence Satchell (Saxophon, Gitarre), Cornelius Johnson (Schlagzeug) und Ralph Middlebrooks (Trompete, Posaune) in Dayton, Ohio als „Ohio Untouchables“ gegründet. Am Anfang wurde sie als Begleitband der Detroiter Gruppe „The Falcons“ bekannt. 1963 verließ Frontmann Robert Ward wegen einer Solokarriere die Band, die anderen vier Mitglieder blieben in der Gruppe. Im selben Jahr kamen Gregory Webster (Schlagzeug) und Leroy „Sugarfoot“ Bonner (Gitarre) sowie Bobby Lee Fears und Dutch Robinson (beide Gesang) dazu.
1970 löste sich die Gruppe erneut auf. Aber kurze Zeit später gründeten Bonner, Satchell, Middlebrooks, Jones und Webster die Ohio Players mit Bruce Napier (Trompete), Charles Dale Allen (Gesang), Marvin Pierce (Posaune) und Billy Beck (Keyboard) erneut. Ein Jahr später hatte die Formation mit ihrem zweiten Studioalbum Pain abermals einen Erfolg in den USA.
1973 landete die Gruppe mit Funky Worm ihren ersten großen Erfolgshit; der Song schaffte es auf Platz 1 in den Billboard R&B-Charts und Platz 15 der Popcharts. Außerdem wurden im selben Jahr Billy Beck durch Walter Morrison und Gregory Webster durch James Williams ersetzt. Später kamen dann noch Clarence Willis (Gitarre, Gesang) und Robert Jones (Perkussion) dazu.
Zwischen 1973 und 1976 hatten die Ohio Players sieben Top-40-Hits in den Billboard Hot 100, darunter Fire und Love Rollercoaster, die sowohl in den R&B- als auch in den Popcharts Platz 1 erreichten. Auch Sweet Sticky Thing kletterte 1975 auf die Spitzenposition der R&B-Charts, kam in den Popcharts jedoch nicht über Platz 33 hinaus.
1976 hatte die Gruppe mit Who’d She Coo? ihren einzigen Erfolg im Vereinigten Königreich, wo das Lied auf Platz 43 der Charts stieg. In den R&B-Charts war es der fünfte und letzte Nummer-eins-Hit der Ohio Players, in den Popcharts der letzte Top-20-Erfolg. Bis 1988 platzierten sich noch diverse Singles auf mittleren Positionen der R&B-Charts, lediglich O-H-I-O schaffte es 1977 in die R&B-Top-10.
Am 30. Dezember 1995 starb Clarence Satchell 55-jährig an einem Gehirnaneurysma, am 19. November 1997 Ralph Middlebrooks 58-jährig, am 25. Dezember 2008 Robert Ward 70-jährig und am 26. Januar 2013 Leory „Sugarfoot“ Bonner 69-jährig an Krebs.

## Diskografie

### Studioalben
| Jahr | Titel Musiklabel Katalog-Nr.   | Höchstplatzierung, Gesamtwochen, AuszeichnungChartplatzierungen (Jahr, Titel, Musiklabel Katalog-Nr., Platzierungen, Wochen, Auszeichnungen, Anmerkungen) | Höchstplatzierung, Gesamtwochen, AuszeichnungChartplatzierungen (Jahr, Titel, Musiklabel Katalog-Nr., Platzierungen, Wochen, Auszeichnungen, Anmerkungen) | Anmerkungen                                                                                       |
| Jahr | Titel Musiklabel Katalog-Nr.   | US | R&B | Anmerkungen                                                                                       |
| ---- | ------------------------------ | --- | --- | ------------------------------------------------------------------------------------------------- |
| 1972 | Pain Westbound 2015            | US177 (7 Wo.)US | R&B21 (25 Wo.)R&B | Erstveröffentlichung: Februar 1972 Produzenten: Billy Pittman, Herb James, Ohio Players           |
| 1972 | Pleasure Westbound 2017        | US63 (22 Wo.)US | R&B4 (31 Wo.)R&B | Erstveröffentlichung: Dezember 1972 Produzenten: Ohio Players                                     |
| 1973 | Ecstasy Westbound 2021         | US70 (19 Wo.)US | R&B19 (19 Wo.)R&B | Erstveröffentlichung: September 1973 Produzenten: Ohio Players                                    |
| 1974 | Skin Tight Mercury 705         | US11 (48 Wo.)US | R&B1 (46 Wo.)R&B | Erstveröffentlichung: April 1974 Produzenten: Ohio Players                                        |
| 1974 | The Ohio Players Capitol 11291 | — | R&B32 (5 Wo.)R&B | Erstveröffentlichung: Mai 1974 Reissue von Observations in Time (1969) Produzent: Johnny Brantley |
| 1974 | Fire Mercury 1013              | US1 (29 Wo.)US | R&B1 (29 Wo.)R&B | Erstveröffentlichung: November 1974 Produzenten: Ohio Players                                     |
| 1975 | Honey Mercury 1038             | US2 (36 Wo.)US | R&B1 (32 Wo.)R&B | Erstveröffentlichung: August 1975 Produzenten: Ohio Players                                       |
| 1976 | Contradiction Mercury 1088     | US12 (20 Wo.)US | R&B1 (22 Wo.)R&B | Erstveröffentlichung: Mai 1976 Produzenten: Ohio Players                                          |
| 1977 | Angel Mercury 3701             | US41 (27 Wo.)US | R&B9 (31 Wo.)R&B | Erstveröffentlichung: März 1977 Produzenten: Ohio Players                                         |
| 1977 | Mr. Mean Mercury 3707          | US68 (10 Wo.)US | R&B11 (16 Wo.)R&B | Erstveröffentlichung: Dezember 1977 Produzenten: Ohio Players                                     |
| 1978 | Jass-ay-lay-dee Mercury 3730   | US69 (9 Wo.)US | R&B15 (13 Wo.)R&B | Erstveröffentlichung: August 1978 Produzenten: Ohio Players                                       |
| 1979 | Everybody Up Arista 4226       | US80 (14 Wo.)US | R&B19 (20 Wo.)R&B | Erstveröffentlichung: April 1979 Produzenten: Ohio Players                                        |
| 1981 | Tenderness Boardwalk 37090     | US165 (3 Wo.)US | R&B49 (10 Wo.)R&B | Erstveröffentlichung: März 1981 Produzent: Leroy „Sugarfoot“ Bonner                               |
| 1988 | Back Track 58810               | — | RB55 (12 Wo.)RB | Erstveröffentlichung: August 1988 Produzenten: Ohio Players                                       |

Weitere Studioalben
- 1969: Observations in Time (Capitol 192)
- 1981: Ouch! (Boardwalk 33347)
- 1984: Graduation (Air City 403)

### Livealben
- 1996: Jam (Mercury 314 532 406-2)
- 1996: Ol’ School (Intersound 9177), aufgenommen live 2. Dez. 1995 im Fox Theater in Atlanta, Georgia.
- 1997: (Live Series) Sweet Sticky Thing (EMI-Capitol Music Special Markets 72438-19417-2-0)
- 2013: Live 1977 (Goldenlane 1078)

### Kompilationen
| Jahr | Titel Musiklabel Katalog-Nr.              | Höchstplatzierung, Gesamtwochen, AuszeichnungChartplatzierungen (Jahr, Titel, Musiklabel Katalog-Nr., Platzierungen, Wochen, Auszeichnungen, Anmerkungen) | Höchstplatzierung, Gesamtwochen, AuszeichnungChartplatzierungen (Jahr, Titel, Musiklabel Katalog-Nr., Platzierungen, Wochen, Auszeichnungen, Anmerkungen) | Anmerkungen                         |
| Jahr | Titel Musiklabel Katalog-Nr.              | US | R&B | Anmerkungen                         |
| ---- | ----------------------------------------- | --- | --- | ----------------------------------- |
| 1974 | Climax Westbound 1003                     | US102 (8 Wo.)US | R&B24 (11 Wo.)R&B | Erstveröffentlichung: Oktober 1974  |
| 1975 | Greatest Hits Westbound 1005              | US92 (7 Wo.)US | R&B22 (6 Wo.)R&B | Erstveröffentlichung: Februar 1975  |
| 1975 | Rattlesnake Westbound 211                 | US61 (14 Wo.)US | R&B8 (14 Wo.)R&B | Erstveröffentlichung: Dezember 1975 |
| 1976 | Gold Mercury 1122                         | US31 (17 Wo.)US | R&B10 (13 Wo.)R&B | Erstveröffentlichung: November 1976 |
| 1977 | The Best of the Early Years Westbound 304 | — | R&B58 (1 Wo.)R&B | Erstveröffentlichung: Juli 1977     |

Weitere Kompilationen
- 1972: First Impressions (Trip 8029)
- 1975: The Very Best Of (The World Of) Ohio Players (United Artists LA502-E)
- 1976: 16 Greatest Hits (Trip 1623)
- 1977: Superpack (2 LPs; Trip 3506)
- 1980: Young and Ready (Accord 7102)
- 1993: Orgasm: The Very Best of the Westbound Years (Westbound 062)
- 1995: Funk on Fire: The Mercury Anthology (Mercury 28102)
- 1997: The Best Of (Polygram Special Markets 314 520 384-2)
- 1999: Backtracks (Renaissance 00609)
- 2000: The Best of Ohio Players (Mercury 314 542 268-2)
- 2002: Ohio Players (BCI Music 568)
- 2005: Love Rollercoaster: Anthology (Goldenlane 1563)
- 2007: The Essential Ohio Players (Mastercuts 20)
- 2008: Gold (2 CDs; Mercury B0010821-02)

### Singles
| Jahr | Titel Album                          | Höchstplatzierung, Gesamtwochen, AuszeichnungChartplatzierungen (Jahr, Titel, Album, Platzierungen, Wochen, Auszeichnungen, Anmerkungen) | Höchstplatzierung, Gesamtwochen, AuszeichnungChartplatzierungen (Jahr, Titel, Album, Platzierungen, Wochen, Auszeichnungen, Anmerkungen) | Höchstplatzierung, Gesamtwochen, AuszeichnungChartplatzierungen (Jahr, Titel, Album, Platzierungen, Wochen, Auszeichnungen, Anmerkungen) | Höchstplatzierung, Gesamtwochen, AuszeichnungChartplatzierungen (Jahr, Titel, Album, Platzierungen, Wochen, Auszeichnungen, Anmerkungen) | Anmerkungen |
| Jahr | Titel Album                          | UK | US | R&B | Dance | Anmerkungen |
| ---- | ------------------------------------ | --- | --- | --- | --- | --- |
| 1968 | Trespassin’ First Impressions        | — | — | R&B50 (2 Wo.)R&B | — | Erstveröffentlichung: Dezember 1967 Autoren: Ohio Players                                                                            |
| 1971 | Pain (Part I) Pain                   | — | US64 (8 Wo.)US | R&B35 (13 Wo.)R&B | — | Erstveröffentlichung: November 1971 war bereits im Juli B-Seite von Proud Mary Autoren: Ohio Players                                 |
| 1972 | Got Pleasure Pleasure                | — | — | R&B45 (4 Wo.)R&B | — | Erstveröffentlichung: Juni 1972 Autoren: Ohio Players                                                                                |
| 1973 | Funky Worm Pleasure                  | — | US15 (19 Wo.)US | R&B1 (13 Wo.)R&B | — | Erstveröffentlichung: Januar 1973 Autoren: Ohio Players                                                                              |
| 1973 | Ecstasy                              | — | US31 (15 Wo.)US | R&B12 (16 Wo.)R&B | — | Erstveröffentlichung: August 1973 Autoren: Ohio Players                                                                              |
| 1974 | Jive Turkey (Part 1) Skin Tight      | — | US47 (11 Wo.)US | R&B6 (15 Wo.)R&B | — | Erstveröffentlichung: April 1974 Autoren: Ohio Players                                                                               |
| 1974 | Skin Tight                           | — | US13 (11 Wo.)US | R&B2 (15 Wo.)R&B | — | Erstveröffentlichung: Juli 1974 Autoren: Ohio Players                                                                                |
| 1974 | Fire                                 | — | US1 (17 Wo.)US | R&B1 (18 Wo.)R&B | Dance10 (3 Wo.)Dance | Erstveröffentlichung: November 1974 Autoren: Ohio Players                                                                            |
| 1975 | I Want to Be Free Fire               | — | US44 (7 Wo.)US | R&B6 (12 Wo.)R&B | — | Erstveröffentlichung: März 1975 Autoren: Ohio Players                                                                                |
| 1975 | Sweet Sticky Thing Honey             | — | US33 (8 Wo.)US | R&B1 (11 Wo.)R&B | — | Erstveröffentlichung: September 1975 Autoren: Ohio Players                                                                           |
| 1975 | Love Rollercoaster Honey             | — | US1 (16 Wo.)US | R&B1 (15 Wo.)R&B | — | Erstveröffentlichung: Oktober 1975 Autoren: Ohio Players                                                                             |
| 1976 | Rattlesnake                          | — | US90 (4 Wo.)US | R&B69 (4 Wo.)R&B | — | Erstveröffentlichung: Februar 1976 Autoren: Belda Baine, Louis Crane                                                                 |
| 1976 | Fopp Honey                           | — | US30 (11 Wo.)US | R&B9 (12 Wo.)R&B | — | Erstveröffentlichung: Februar 1976 Autoren: Ohio Players                                                                             |
| 1976 | Who’d She Coo? Contradiction         | UK43 (4 Wo.)UK | US18 (16 Wo.)US | R&B1 (17 Wo.)R&B | — | Erstveröffentlichung: 18. Juni 1976 Autoren: Ohio Players                                                                            |
| 1976 | Far East Mississippi Contradiction   | — | — | R&B26 (11 Wo.)R&B | — | Erstveröffentlichung: Oktober 1976 Autoren: Ohio Players                                                                             |
| 1977 | Feel the Beat (Everybody Disco) Gold | — | US61 (5 Wo.)US | R&B31 (9 Wo.)R&B | — | Erstveröffentlichung: Januar 1977 Autoren: Ohio Players                                                                              |
| 1977 | Body Vibes Angel                     | — | — | R&B19 (9 Wo.)R&B | — | Erstveröffentlichung: Mai 1977 Autoren: Ohio Players                                                                                 |
| 1977 | O-H-I-O Angel                        | — | US45 (12 Wo.)US | R&B9 (18 Wo.)R&B | — | Erstveröffentlichung: Juni 1977 Autoren: Ohio Players                                                                                |
| 1977 | Merry Go Round Angel                 | — | — | R&B77 (5 Wo.)R&B | — | Erstveröffentlichung: November 1977 Autoren: Ohio Players                                                                            |
| 1977 | Good Luck Charm Mr. Mean             | — | — | R&B51 (10 Wo.)R&B | — | Erstveröffentlichung: Dezember 1977 vom Soundtrack des Films Mr. Mean Autoren: Ohio Players                                          |
| 1978 | Magic Trick Mr. Mean                 | — | — | R&B93 (4 Wo.)R&B | — | Erstveröffentlichung: März 1978 vom Soundtrack des Films Mr. Mean Autoren: Ohio Players                                              |
| 1978 | Funk-O-Nots Jass-ay-lay-dee          | — | — | R&B27 (13 Wo.)R&B | — | Erstveröffentlichung: Juli 1978 Autoren: Ohio Players                                                                                |
| 1978 | Time Slips Away Jass-ay-lay-dee      | — | — | R&B53 (6 Wo.)R&B | — | Erstveröffentlichung: Oktober 1978 Autoren: Ohio Players                                                                             |
| 1979 | Everybody Up                         | — | — | R&B33 (9 Wo.)R&B | — | Erstveröffentlichung: Mai 1979 Autoren: Ohio Players                                                                                 |
| 1981 | Try a Little Tenderness Tenderness   | — | — | R&B40 (10 Wo.)R&B | — | Erstveröffentlichung: März 1981 Autoren: Harold Woods, Jimmy Campbell, Reginald Connelly Original: Ray Noble and His Orchestra, 1933 |
| 1981 | Skinny Tenderness                    | — | — | R&B46 (10 Wo.)R&B | — | Erstveröffentlichung: Mai 1981 Autoren: Ohio Players                                                                                 |
| 1984 | Sight for Sore Eyes Graduation       | — | — | R&B83 (5 Wo.)R&B | — | Erstveröffentlichung: Mai 1984 Autoren: Billy Beck, George Roebuck, Marshall Jones                                                   |
| 1988 | Sweat Back                           | — | — | R&B50 (9 Wo.)R&B | — | Erstveröffentlichung: Mai 1988 Autoren: Ohio Players                                                                                 |
| 1988 | Let’s Play (From Now On) Back        | — | — | R&B33 (11 Wo.)R&B | — | Erstveröffentlichung: August 1988 Autoren: Ohio Players                                                                              |

grau schraffiert: keine Chartdaten aus diesem Jahr verfügbar
Weitere Singles
- 1967: A Thing Called Love
- 1968: It’s a Crying Shame
- 1969: Here Today and Gone Tomorrow
- 1969: Over the Rainbow
- 1971: Proud Mary / Pain
- 1972: Walt’s First Trip
- 1974: Sleep Talk
- 1975: Happy Holidays
- 1979: Don’t Say Goodbye
- 1984: Follow Me
- 1997: Don’t You Know I Care